# Jarmila Hásková
Jarmila Hásková (rozená Houdková, 29. ledna 1936, Hradec Králové - 19. prosince 2007, Praha) byla česká historička specializující se na numismatiku a peněžní dějiny. Působila v numismatickém oddělení Národního muzea v Praze. Manželka archeologa Ivana Háska.

## Odborná dráha
Studovala u profesorů Václava Husy a Františka Kavky na filosoficko-historické fakultě Karlovy univerzity, kde v roce 1959 promovala. V témže roce nastoupila do numismatického oddělení Národního muzea, kde pracovala jako odborná a vědecká pracovnice, později po 28 let jako jeho vedoucí.
Její vědecká práce je dokumentována řadou publikací knižních a časopiseckých, a úspěšnými vystoupeními v Drážďanech, Berlíně, Curychu, Norimberku, Lucemburku, ve švédské Sigtuně, či v Kazani. Účast na velkých mezinárodních kongresech jí však nebyla nikdy před rokem 1989 státními orgány povolena.
Soustředila se na období raného středověku, kde řešila řadu specifických otázek denárové měny – činnost vyšehradské mincovny, problematiku slavníkovského mincování, původ kněžny Emmy Reginy, projevy státní ideologie na nejstarších českých mincích, insignie a podobu prvního českého krále Vratislava I., ikonografii českých a nejstarších chebských mincí, počátky českého mincování a řadu dalších témat.
Nemenší pozornost věnovala období pozdního středověku, kde především věk jagellonský a Kutná Hora zůstaly doménou jejího trvalého zájmu. Zde také plně uplatnila a rozvinula své profesionální školení historika hospodářských dějin v řadě studií věnovaných ekonomickému vývoji druhé poloviny 15. století. Z metodického hlediska byla její nová interpretace knih kšaftů významným přínosem pro poznání sociální struktury i kulturního vývoje českého města, stejně jako datování zlomku mincovních register z doby Jiřího z Poděbrad a využití písemných pramenů jako časových mezníků pro sestavení chronologie jagellonských grošů. Sem lze zařadit i první edici grošových ražeb Chaurovy sbírky jako základ budoucího korpusu českých mincí i odborná zpracování četných nálezových celků, včetně historizujících pohledů do jednotlivých regionů (především západní Čechy).

## Popularizace numismatiky
Nedílnou součástí odborné činnosti Jarmily Háskové byly desítky přednášek, které proslovila na konferencích, sympoziích, numismatických setkáních a dalších akcích pořádaných v Československé a České republice. Přednášela na Karlově univerzitě, Vyšší odborné škole informatiky a na uměleckoprůmyslových středních školách. Numismatiku popularisovala v rozhlase a v televizi, kde veřejnost zaujala svým vyprávěním o pokladech numismatiky v Národním muzeu, své životní cestě a dalšími tématy. Rovněž se podílela jako odborný poradce na dokumentárních historických filmech, z nichž dva vznikly ve spolupráci s režisérem J. Jahnem: o jagellonské Kutné Hoře (Klenot království) a o Jiřím z Poděbrad (Král dvojího lidu).
Byla autorkou a iniciátorkou řady výstav doma i v zahraničí. S kolektivem pracovníků numismatického oddělení vytvořila v 80. letech dvacátého století expozici o dějinách peněz na našem území, která vzbudila zasloužený obdiv zahraničí, včetně katalogu v cizojazyčných verzích.
Řadu let organizovala v Národním muzeu jarní a podzimní cykly numismatických přednášek, jednou ročně vždy s besedou a prezentací díla předního českého medailéra. Organizováním přednášek proslovených zahraničními hosty seznámila i širokou veřejnost s řadou evropských numismatiků a historiků z Velké Británie, Německa, Lucemburska, Švýcarska, Rakouska, Maďarska, Polska a Ruska.
Spolupracovala s Národní bankou, Asociací umělců-medailérů, v níž iniciovala podepsání smlouvy o spolupráci s Národním muzeem, a s řadou dalších kulturních a vědeckých institucí doma i v zahraničí.
V Numismatické společnosti československé (dnešní Česká numismatická společnost), pracovala jako předsedkyně ediční komise a jako místopředsedkyně. Po plných třicet let vedla jako redaktorka časopis Numismatické listy.

## Národní muzeum
Pro Národní muzeum se jí podařilo v 90. letech získat mimořádné celky – unikátní soubor ruských mincí z proslulé Prokopovy sbírky, známou Měřičkovu faleristickou sbírku, bezesporu největší dar do fondů Národního muzea ve 20. století, a další. Cíleně budovala kolekci moderní české medaile, jedné z největších v našich zemích a do roku 1992 se organizačně podílela na vydávání medailí Národního muzea. Jako členka komise Kanceláře prezidenta České republiky pro posuzování návrhů na státní vyznamenání uskutečnila jejich první prezentaci v pantheonu Národního muzea roku 1994.

## Čestná členství
Byla čestným členem Historického institutu Velkovévodství Lucemburského, Asociace umělců medailérů a člen korespondent Rakouské numismatické společnosti.
Její pozůstalost je uložena v archivu Národního muzea.

## Výstavy
- 1967 Nálezy mincí na Chodsku – Domažlice, Vlastivědné muzeum Chodska
- 1970 Dějiny peněz na území Československa – expozice numismatického oddělení, Praha, Národní muzeum (autorský podíl v úseku 955–1526)
- 1974 Československo – historická expozice ministerstva kultury ČSSR – Mexiko (autorka koncepce a úvodních textů)
  - Románská mince a architektura v západních Čechách – Plzeň, Západočeské muzeum
- 1975 Románská mince a architektura v západních Čechách – Cheb, Chebské muzeum
- 1978 Tvůrci medailí Národního muzea v Praze – Praha, Národní muzeum (autorka tématu a koncepce)
- 1981 Tvůrci medailí Národního muzea v Praze – Berlín, Kulturní středisko ČSSR (autorka tématu a koncepce)
  - Dějiny peněz na území ČSSR – expozice numismatického oddělení, Praha, Národní muzeum (koncepce a autorský podíl na úseku 955–1526)
  - 1000 let dolování a mincování v kutnohorském rudném revíru – Praha, Národní muzeum
- 1986 Brakteát – mince 13. století – hrad Okoř, Středočeské muzeum v Roztokách
- 1987 Brakteát – mince 13. století – Jílové u Prahy, Muzeum těžby a zpracování zlata
  - Památky naší národní minulosti – historická expozice Národního muzea, Praha, Lobkovický palác (autorský podíl na období 955–1526)
- 1988 Brakteát – mince 13. století – Turnov, Muzeum Českého ráje
- 1991 České dějiny na medaili a plaketě – Praha, Lobkovický palác (autorsky s Michalem Vitanovským koncepce, úvodní texty)
  - České dějiny na medaili a plaketě – Kremnica, Múzeum mincí a medailí (autorsky s Michalem Vitanovským koncepce, úvodní texty)
- 1992 Český lev na mincích – Praha, Národní muzeum
- 1993 České dějiny na medaili a plaketě – Hradec Králové, Krajské muzeum Východních Čech (autorsky s Michalem Vitanovským koncepce, úvodní texty)
- 1995 Řády a vyznamenání České republiky a jejich předchůdci – Praha, Národní muzeum (autorsky ve spolupráci s Václavem Měřičkou)
  - Slavníkovské mince – historie psaná v kovu – Poděbrady, Polabské muzeum
- 1996 České muzeum stříbra – historická expozice, Kutná Hora, Okresní muzeum v Kutné Hoře (autorský podíl na úseku město a patriciát)
- 1997 Dar medailéra Josefa Hvozdenského numismatické sbírce Národního muzea – Panteon Národního muzea, 15. 5. – 13. 6. 1997
- 1999 Řády a vyznamenání evropských zemí 19. a počátku 20. století (Měřičkova sbírka). Výstavní sál numismatického oddělení Národního muzea
- 2000 Europas Mitte um 1000 – Mezinárodní výstava, Budapešť, Krakov, Berlín, Mannheim, Praha, Bratislava 2000–2002 (spoluúčast, mince)
- 2001 Pocta českému sochaři Milanu Knoblochovi. Hollareum, Národní muzeum, 30. 10. 2001 – 1. 3. 2002
- 2002 Mincovní skříňka vlasteneckého kněze a numismatika P. Vincence Lichtblaua – národní kulturní památka, Národní muzeum, exponát měsíce, 18. 6. – 31. 12. 2002
- 2005 Český medailér M. Knobloch světovému dramatikovi W. Shakespearovi – Panteon Národního muzea 10. 2. – 20. 2. 2005